# Ducados reais do Reino Unido
No pariato britânico, um duque real é um duque que é membro da Família Real Britânica, que utiliza o estilo de Sua Alteza Real. Os ducados reais, são os mais altos títulos da nobreza britânica. São títulos criados para os filhos legítimos e para os netos homens dos monarcas, geralmente ao atingir a maioridade ou no casamento. Os títulos podem ser herdados, mas deixam de ser "reais" quando passam além dos netos do monarca. Como em qualquer pariato, ao extinguir-se, pode ser recriado a qualquer momento pelo monarca reinante.

## Status real dos ducados
No Reino Unido, não há nada intrínseco a um ducado que o torne "real". Em vez disso, são chamados de reais por serem criados e detidos por um membro da Família Real, que possui o título de Sua Alteza Real. Embora o termo "duque real", não tenha nenhum status oficial, ele confere ao detentor a precedência sobre todos os pares com o mesmo título, por estar relacionado ao monarca por laços sanguíneos.
Sob as cartas patente de Jorge V, de 20 de novembro de 1917, o direito ao título de Príncipe ou Princesa e o estilo de Sua Alteza Real, são restritas aos filhos legítimos de um monarca, aos filhos dos filhos e ao filho mais velho do Príncipe de Gales.
Quando os atuais Duque de Gloucester e Duque de Kent forem sucedidos pelos seus filhos mais velhos, o Conde de Ulster e o Conde de St Andrew, respectivamente, esses ducados deixarão de ser duques reais, se tornando duques "comuns". Os terceiros Duques de Gloucester e Kent serão tratados como "Sua Graça", por serem bisnetos do rei Jorge V.

## Ducados reais atualmente
Os ducados reais atuais, mantidos como títulos principais, em ordem de precedência são:
| Ducado | Ducado              | Detentor atual               | Detentor atual    | Ano de criação        | Títulos subsidiários                             |
| ------ | ------------------- | ---------------------------- | ----------------- | --------------------- | ------------------------------------------------ |
|        | Duque de Sussex     | Henrique, Duque de Sussex    | Príncipe Henrique | 2018 (por Isabel II)  | Conde de DumbartonBarão Kilkeel                  |
|        | Duque de Iorque     | André, Duque de Iorque       | Príncipe André    | 1986 (por Isabel II)  | Conde de IrvernessBarão Killyleagh               |
|        | Duque de Edimburgo  | Eduardo, Duque de Edimburgo  | Príncipe Eduardo  | 2023 (por Carlos III) | Conde de WessexBarão GreenwichConde de Merioneth |
|        | Duque de Kent       | Eduardo, Duque de Kent       | Príncipe Eduardo  | 1934 (por Jorge V)    | Conde de St. AndrewsBarão Downpatrick            |
|        | Duque de Gloucester | Ricardo, Duque de Gloucester | Príncipe Ricardo  | 1928 (por Jorge V)    | Conde de UlsterBarão Culloden                    |

Os ducados reais a seguir são mantidos atualmente pelo Guilherme, Príncipe de Gales:
- Duque da Cornualha é o título secundário do filho mais velho do monarca na Inglaterra[2].
- Duque de Rothesay é o título do herdeiro aparente do monarca na Escócia, que é tratado como "Sua Alteza Real o Príncipe Guilherme, Duque de Rothesay" (ao invés de "Sua Alteza Real o Príncipe de Gales"), quando está na Escócia.
- Duque de Cambridge é o título dado ao Príncipe no dia do seu casamento em 29 de abril de 2011.

Com exceção dos ducados da Cornualha e de Rothesay, esses ducados são hereditários de acordo com as cartas patentes que os criaram. Essas patentes também contém o padrão "herdeiros do sexo masculino de seu corpo".
Pela lei o monarca britânico detém também, e tem direito às receitas do Ducado de Lancaster. Dentro das fronteiras do Ducado Palatino de Lancashire, portanto, Carlos III é aclamada como "O Rei, o Duque de Lancaster" (mesmo quando o monarca é um Rei reinante, pela tradição ela não utiliza o título de duque). No entanto, legalmente o monarca não é o Duque de Lancaster: os pariatos tem origem feudal, no qual o soberano, como a fonte de honra, não pode deter títulos de nobreza de si mesmo. A situação é semelhante nas Ilhas do Canal, onde se dirige ao monarca como Duque da Normandia, mas apenas por tradição. Ele ou ela, não detém o título legal de Duque da Normandia.

## Antigos ducados reais
A seguir uma lista de ducados previamente criados para membros da família real, mas que posteriormente se fundiram com a Coroa, extinguiram-se, ou que de alguma outra forma deixaram de ser ducados reais.

### Extintos
| Título                           | Status                  | Notas                                                                                           |
| -------------------------------- | ----------------------- | ----------------------------------------------------------------------------------------------- |
| Duque de Albemarle               | Privado em 1399         | Ducado não-real criado em 1660 (extinto em 1688); condado não-real criado em 1697 ainda existe. |
| Duque de Clarence                | Confiscado em 1478      |                                                                                                 |
| Duque de Clarence e Avondale     | Extinto em 1892         |                                                                                                 |
| Duque de Clarence e St Andrews   | Fundido a Coroa em 1830 | Condado de St Andrews criado em 1934 é um título subsidiário do existente Ducado de Kent.       |
| Duque de Connaught e Strathearn  | Extinto em 1942         | Condado de Strathearn criado em 2011 é um título subsidiário do existente Ducado de Cambridge.  |
| Duque de Cumberland              | Existe                  |                                                                                                 |
| Duque de Cumberland e Strathearn | Extinto em 1790         |                                                                                                 |
| Duque de Gloucester e Edimburgo  | Extinto em 1834         |                                                                                                 |
| Duque de Hereford                | Fundido a Coroa em 1399 | Viscondado não-real existente, criado em 1550.                                                  |
| Duque de Kendal                  | Extinto em 1677         | Ducado não-real criado em 1719 e extinto em 1743.                                               |
| Duque de Kent e Strathearn       | Extinto em 1820         |                                                                                                 |
| Duque de Kintyre e Lorne         | Extinto em 1802         |                                                                                                 |
| Duque de Ross                    | Extinto em 1515         |                                                                                                 |
| Duque de Windsor                 | Extinto em 1972         |                                                                                                 |
| Duque de Iorque e Albany         | Extinto em 1827         |                                                                                                 |

### Existentes como ducados não-reais
| Título            | Criação real    | Status atual                                  |
| ----------------- | --------------- | --------------------------------------------- |
| Duque de Bedfort  | Extinto em 1495 | Ducado não-real criado em 1694, ainda existe. |
| Duque de Norfolk  | Extinto em 1483 | Ducado não-real criado em 1483, ainda existe. |
| Duque de Somerset | Extinto em 1500 | Ducado não-real criado em 1543, ainda existe. |

### Ducados suspensos
Sob a Lei de Privação de Títulos de 1917, os titulares dos seguintes ducados reais, que eram simultaneamente príncipes britânicos e membros de famílias principescas da Alemanha, ficaram privados dos seus respectivos títulos por terem se oposto ao Reino Unido durante a Primeira Guerra Mundial. A lei prevê que os sucessores de um dos titulares que foram privados de seus títulos, podem solicitar a criação do mesmo a Coroa. Nenhum dos herdeiros o fez até o ano de 2017.
| Título                           | Requerente atual                         |
| -------------------------------- | ---------------------------------------- |
| Duque de Albany                  | Príncipe Hubertus de Saxe-Coburgo e Gota |
| Duque de Cumberland e Teviotdale | Príncipe Ernst Augustus de Hanôver       |

## Ducados reais criados desde 1746
| Brasão                      | Título                           | Príncipe                    | Data da Criação        | Notas                                                        |
| Reinado do Rei Jorge I      | Reinado do Rei Jorge I           | Reinado do Rei Jorge I      | Reinado do Rei Jorge I | Reinado do Rei Jorge I                                       |
| --------------------------- | -------------------------------- | --------------------------- | ---------------------- | ------------------------------------------------------------ |
|                             | Duque de Edimburgo               | Príncipe Frederico          | 15 de julho de 1726    | Criado Príncipe de Gales em 1729 Fundido com a Coroa em 1760 |
|                             | Duque de Cumberland              | Príncipe Guilherme          | 15 de julho de 1726    | Existe                                                       |
| Reinado do Rei Jorge II     |                                  |                             |                        |                                                              |
|                             | Duque de Iorque e Albany         | Príncipe Eduardo            | 1 de abril de 1760     | Extinto em 1767                                              |
| Reinado do Rei Jorge III    |                                  |                             |                        |                                                              |
|                             | Duque de Gloucester e Edimburgo  | Príncipe Guilherme Henrique | 17 de novembro de 1764 | Extinto em 1834                                              |
|                             | Duque de Cumberland e Strathearn | Príncipe Henrique           | 22 de novembro de 1766 | Extinto em 1790                                              |
|                             | Duque de Iorque e Albany         | Príncipe Frederico          | 27 de novembro de 1784 | Extinto em 1827                                              |
|                             | Duque de Clarence e St Andrews   | Príncipe Guilherme          | 19 de maio de 1789     | Fundido com a Coroa em 1830                                  |
|                             | Duque de Kent e Strathearn       | Príncipe Eduardo            | 23 de abril de 1799    | Extinto em 1820                                              |
|                             | Duque de Cumberland e Teviotdale | Príncipe Ernesto Augusto    | 23 de abril de 1799    | Privado em 1919                                              |
|                             | Duque de Sussex                  | Príncipe Augusto Frederico  | 24 de novembro de 1801 | Extinto em 1843                                              |
|                             | Duque de Cambridge               | Príncipe Adolfo             | 24 de novembro de 1801 | Extinto em 1904                                              |
| Reinado da Rainha Vitória   |                                  |                             |                        |                                                              |
|                             | Duque de Edimburgo               | Príncipe Alfredo            | 24 de maio de 1866     | Extinto em 1900                                              |
|                             | Duque de Connaught e Strathearn  | Príncipe Artur              | 24 de maio de 1874     | Extinto em 1943                                              |
|                             | Duque de Albany                  | Príncipe Leopoldo           | 24 de maio de 1881     | Privado em 1919                                              |
|                             | Duque de Clarence e Avondale     | Príncipe Alberto Vitor      | 24 de maio de 1890     | Extinto em 1892                                              |
|                             | Duque de Iorque                  | Príncipe Jorge              | 24 de maio de 1892     | Criado Príncipe de Gales em 1901                             |
| Reinado do Rei Jorge V      |                                  |                             |                        |                                                              |
|                             | Duque de Iorque                  | Príncipe Alberto            | 3 de junho 1920        | Fundido com a Coroa em 1936                                  |
|                             | Duque de Gloucester              | Príncipe Henrique           | 30 de março de 1928    | Existe                                                       |
|                             | Duque de Kent                    | Principe Jorge              | 9 de novembro 1934     | Existe                                                       |
| Reinado do Rei Jorge VI     |                                  |                             |                        |                                                              |
|                             | Duque de Windsor                 | Príncipe Eduardo            | 8 de março de 1937     | Extinto em 1972                                              |
|                             | Duque de Edimburgo               | Filipe Mountbatten          | 20 de novembro de 1947 | Fundido com a Coroa em 2022                                  |
| Reinado da Rainha Isabel II |                                  |                             |                        |                                                              |
|                             | Duque de Iorque                  | Príncipe André              | 23 de julho de 1986    | Existente                                                    |
|                             | Duque de Cambridge               | Príncipe Guilherme          | 29 de abril de 2011    | Criado Príncipe de Gales em 2022; Existente                  |
|                             | Duque de Sussex                  | Príncipe Henrique           | 19 de maio de 2018     | Existente                                                    |
| Reinado do Rei Carlos III   |                                  |                             |                        |                                                              |
|                             | Duque de Edimburgo               | Príncipe Eduardo            | 10 de março de 2023    | Existente                                                    |

## Coroas
Enquanto os duques não-reais tem direito a uma coroa de oito folhas de morango, para usar na coroação e no brasão, os duques reais são intitulados com coroas principescas (quatro cruzes patée alternando com quatro folhas de morango). As coroas da família real são descritas por carta patente. A do Duque de Iorque é garantida por carta patente, e ao Duque de Edimburgo foi concedida em 1947, o direito de usar a coroa do filho de um soberano (quatro cruzes patée com quatro flores de lis), enquanto o Duque da Cornualha e de Rothesay usam a coroa do Príncipe de Gales, o Duque de Cambridge a coroa de um filho do herdeiro aparente, e os atuais Duques de Gloucester e de Kent, como netos de um monarca carregam as respectivas coroas.

Nas coroações, para além da diferenciação nas coroas principescas das coroas ducais, os duques reais também tem direito a seis manchas de arminho no manto, diferente das quatro manchas de um duque "comum".

Coroa do Duque da Cornualha e de Rothesay
Coroa dos Duques de Cambridge e de Sussex
Coroa dos Duques de Edimburgo e de Iorque
Coroa dos Duques de Gloucester e de Kent